# Герлах I фон Нидерлангау
Герлах I (на немски: Gerlach I im Niederlahngau; * ок. 966; † 1018) е през 1002 – 1013 г. граф в Нидерлангау на река Лан.

## Фамилия
Герлах I се жени и има двама сина:
- Герлах II фон Изенбург (* ок. 1042; † 1070), граф на Изенбург
- Ремболд I фон Изенбург (* ок. 1041; † 1072), граф на Изенбург, основател на графския род фон Изенбург във Вестервалд